# ناجيش
ناجيش هو رائد أعمال وممثل هندي (وحمل سابقاً جنسية الراج البريطاني)، ولد في 27 سبتمبر 1933 في الهند، وتوفي في 31 يناير 2009 بتشيناي في الهند بسبب مرض قلبي وعائي والسكري. من الجوائز التي نالها جائزة الفيلم الوطني لأفضل ممثل مساعد ‏ سنة 1994 وجائزة فيلمفير لإنجاز العمر – جنوب ‏ سنة 1996.

## جوائز
جوائز
- جائزة الفيلم الوطني لأفضل ممثل مساعد [الإنجليزية]‏ (1994)
- جائزة فيلمفير لإنجاز العمر – جنوب [الإنجليزية]‏ (1996)

## وصلات خارجية
- ناجيش على موقع IMDb (الإنجليزية)
- ناجيش على موقع أول موفي (الإنجليزية)
- ناجيش على موقع قاعدة بيانات الفيلم (الإنجليزية)